# Miconia robustissima
Miconia robustissima är en tvåhjärtbladig växtart som beskrevs av Célestin Alfred Cogniaux. Miconia robustissima ingår i släktet Miconia och familjen Melastomataceae. Inga underarter finns listade i Catalogue of Life.